# Planinca (Brezovica)

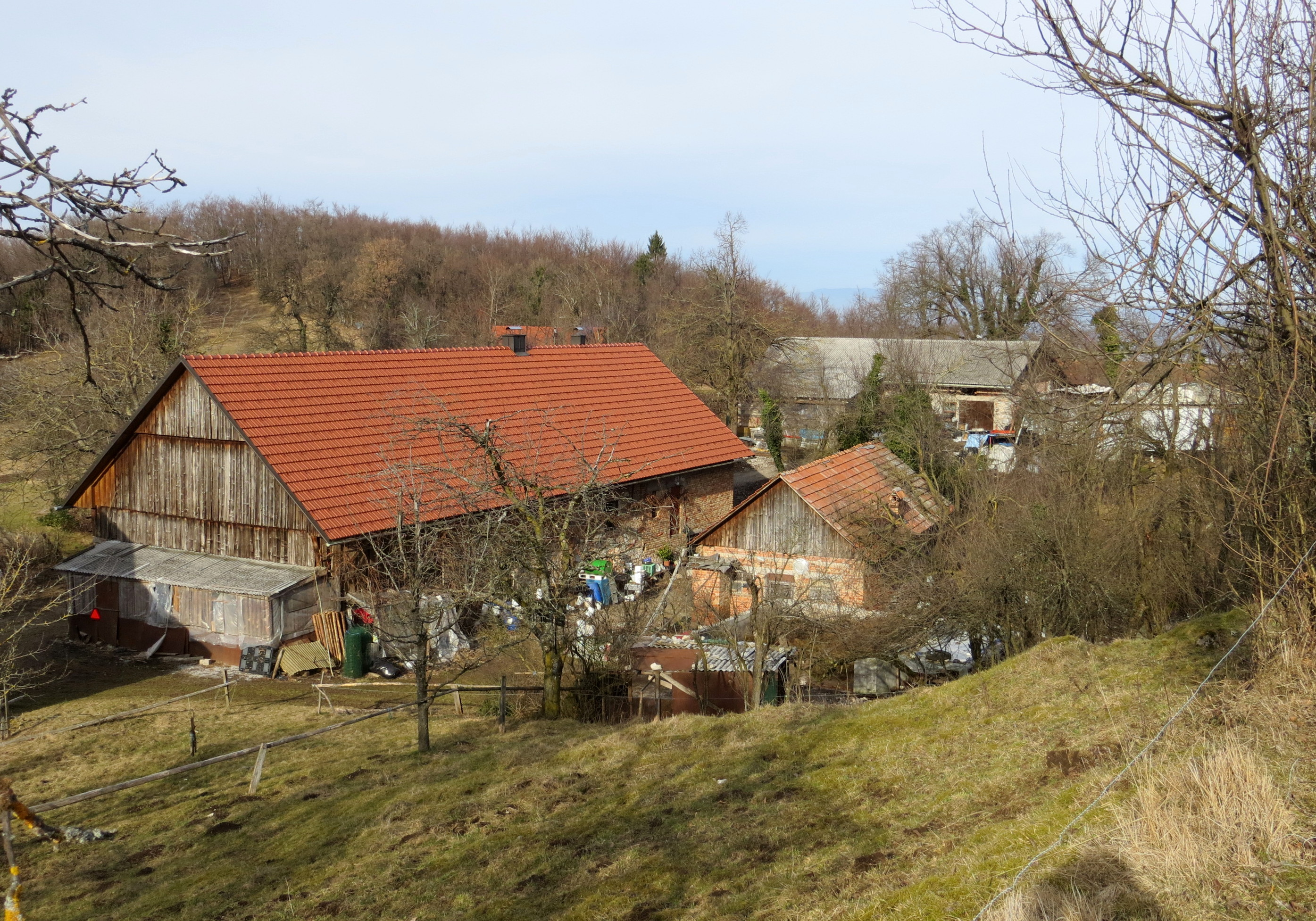
Planinca

Planinca (in älteren Quellen auch Planinica, deutsch Alben) ist eine kleine Siedlung in den Hügel südlich von Jezero in der Gemeinde Brezovica in Zentralslowenien.

## Lage
Planinca liegt in einem waldreichen Gebiet am Nordwesthang des 1.107 Meter hohen Krimberges. Der Lisec-Hügel (673 Meter) liegt unmittelbar südlich des Dorfes und der Planinca-Hügel (slowenisch: Planški grič, 579 Meter) unmittelbar im Norden. In der Nähe gibt es mehrere Höhlen, darunter die Kevdrc-Höhle (etwa 50 Meter lang) südöstlich des Dorfes und den Ledenica-Schacht (etwa 200 Meter lang) im Nordosten. Der Zugang zum Dorf erfolgt über eine Schotterstraße von Jezero im Norden und von Tomišelj im Osten.

## Geschichte
In Planinca befindet sich ein Massengrab aus dem Zweiten Weltkrieg. Das Ledenica-Massengrab (slowenisch: Grobišče Ledenica pri Planinci) befindet sich im Ledenica-Schacht nordöstlich des Dorfes, in den nördlichen Ausläufern des Krimberges. 